# 가미칸바이역
가미칸바이역(일본어: 上神梅駅, かみかんばいえき)은 일본 군마현 미도리시에 있는 와타라세 계곡 철도 와타라세 계곡선의 역이다. 역 번호는 WK06이다.

## 역 구조
단선 승강장 1면 1선의 지상역으로 무인역이다. 국철의 합리화에 의하여 현재의 구조가 되었고 이전에는 상대식 승강장 2면 2선의 역이었다. 역에서 마토 방향으로 분기 흔적의 선로가 보인다.
1912년 건축, 쇼와 초기 증축의 낡은 목조 역사는 플랫폼과 함께 2008년 7월에 국가 등록 유형 문화재로 등록되었다.

## 역 주변
- 미도리 시립 가미우메 초등학교
- 국도 제122호선
- 기부네 신사

## 역사
- 1912년 12월 31일: 아시오 철도의 역으로 개업.
- 1918년 6월 1일: 국유화되어 국유철도 아시오 선의 역이 됨.
- 1987년 4월 1일: 국철 분할 민영화로 동일본여객철도의 역이 됨.
- 1989년 3월 29일: JR 아시오 선의 제3섹터 철도화로 와타라세 계곡 철도의 역이 됨.
- 2008년 7월 23일: 국가 등록 유형 문화재로 등록됨.

## 인접역
| ■ 와타라세 계곡 철도 와타라세 계곡선 | ■ 와타라세 계곡 철도 와타라세 계곡선 | ■ 와타라세 계곡 철도 와타라세 계곡선 |
| ------------------------------------ | ------------------------------------ | ------------------------------------ |
| WK05 오마마 기류 방면                |                                      | 모토주쿠 WK07 마토 방면              |